# اردوان خوارزمی

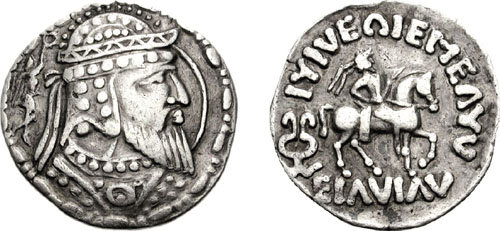
سکه اردوان خوارزمی

اردوان خوارزمی  یا ارْتَو خوازمی، یکی از شاهان خوارزمی بود که در پایان سدهٔ نخست میلادی و شاید همچنین در آغاز سده دوم میلادی، بر سرزمین خوارزم فرمان راند. او دومین شاه از یک سلسله پادشاهی بدون نام در خوارزم بود که بدست شاه پیشینش بنیان نهاده شده بود. نام آن پادشاه ناشناخته است. اردوان در دوران پادشاهی خود شهری تازه ساخت و آن را پایتخت خویش ساخت.